# طوكيو فيردي بيليزا
طوكيو فيردي بيليزا (باليابانية: 日テレ・ベレーザ) هو نادي كرة قدم ياباني تأسس في 1981 ، يقع مقره الرئيسي في تشوفو، طوكيو، ويديريه طوكيو فيردي، ويلعب في الدوري الياباني لكرة القدم للسيدات.

## وصلات خارجية
- الموقع الرسمي